# 趙師㞧
趙師㞧（㞧音huì，注音ㄏㄨㄟˋ），字會叔。南宋宗室。居住在寧海。淳熙二年（1175）中進士。曾任饒州知州。嘉泰四年（1204）時，在任潮州。嘉定五年（1212），為朝奉大夫、成都路轉運判官（财政官员，兼具监察职能）。終官為都大提點四川茶馬（负责四川地区茶马贸易事宜）。師㞧曾為呂渭老的《聖求詞》作序。